# Hamburg-Barmbek-Nord

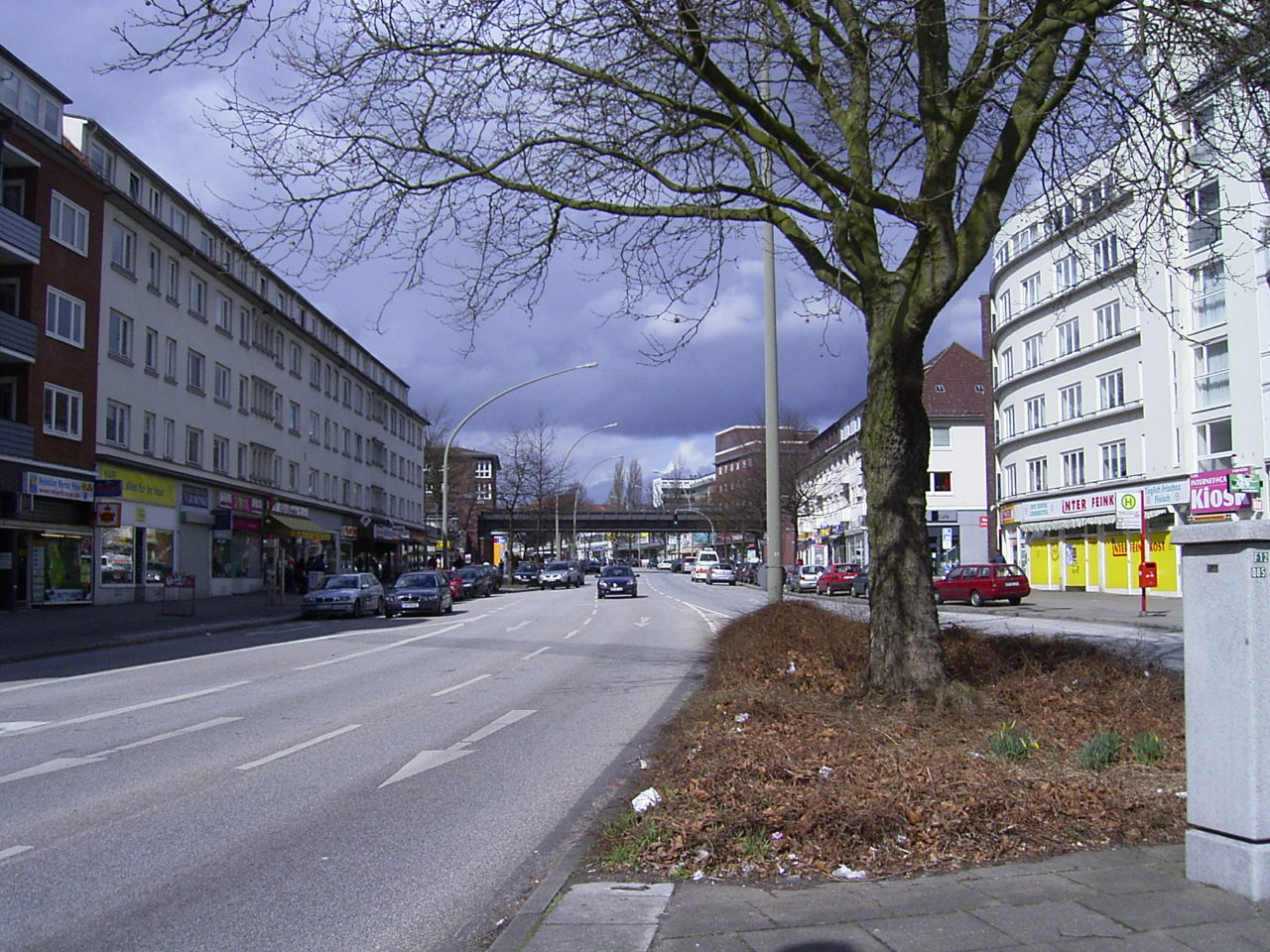
Butiksgatan Fuhlsbüttler Strasse i Barmbek-Nord

Barmbek-Nords läge inom Hamburg.

Hamburg-Barmbek-Nord är en stadsdel i Hamburg i stadsdelsområdet Hamburg-Nord. Stadsdelen har 43 747 invånare (2023).
Stadsdelen präglas av tegelarkitektur. Den före detta gummifabriken har omvandlats till Museum der Arbeit (Arbetets museum), som visar hur arbetet förändrats under de senaste 150 åren i typiska Hamburgbranscher som tryckerier och fiskeindustri.